# Dainik Bhaskar
Dainik Bhaskar (en hindi: दैनिक भास्कर) es un periódico diario de gran formato en hindi, publicado por DB Corp. en India. Fue creado para cubrir la necesidad de un diario en hindi, bajo el nombre de Subah Savere en Bhopal en 1956 y Good Morning India en Gwalior en 1957. En 1958, fue renombrado como Dainik Bhaskar.

## Ediciones
Dainik Bhaskar publica 42 ediciones en 10 estados de la India: Delhi, Madhya Pradesh, Rajastán, Chhattisgarh, Himachal Pradesh, Panyab, Haryana, Chandigarh, Uttar Pradesh, Maharastra y Gujarat.
La compañía lanzó un periódico en inglés titulado DNA en Bombay en 2004 en asociación con el Grupo Zee. Actualmente, DNA es publicado en Bombay. Bangalore, Pune, Ahmedabad y Jaipur. 